# Blaaszegge
De blaaszegge (Carex vesicaria) is een overblijvend kruid dat behoort tot de cypergrassenfamilie (Cyperaceae). De plant komt van nature voor in de meer noordelijke gebieden van het noordelijk halfrond. De soort staat op de Nederlandse Rode lijst van planten als algemeen voorkomend en stabiel of toegenomen. Het aantal chromosomen is 2n = 74, 80, 82 of 86.
De plant wordt 50-100 cm hoog en vormt lange, vertakte wortelstokken met uitlopers. De ruwe, 2 mm dikke stengel is scherp driekantig. De vlakke, aan de bovenkant lichtgroene of grasgroene bladeren zijn 3-7 mm breed en ongeveer even lang als de stengel. De onderkant is iets donkerder en met een blauwgroen waas overtrokken. De netnervige bladschede is bruin gekleurd met daarop purperen vlekken. Het vliezige tongetje is spitshoekig.
De blaaszegge bloeit in mei en juni. Het schuin afstaande, kegelvormige, sterk opgeblazen, drienervige urntje is 7-8 mm lang en versmald geleidelijk in de ongeveer 2 mm lange snavel. Het urntje is een soort schutblaadje dat geheel om de vrucht zit.
De bovenste twee tot vier aartjes van de bloeiwijze zijn geheel mannelijk met daaronder twee tot drie vrij ver uit elkaar en rechtop staande vrouwelijke aartjes, waarvan de middelste vier tot tien maal zo lang als breed is. De vrouwelijke bloem heeft drie stempels.
De vrucht is een strogeel nootje en blijft op het water drijven. Het wordt dan ook door het water verspreid.
De plant komt voor langs het water, in veenmoerassen en lichte moerasbossen.

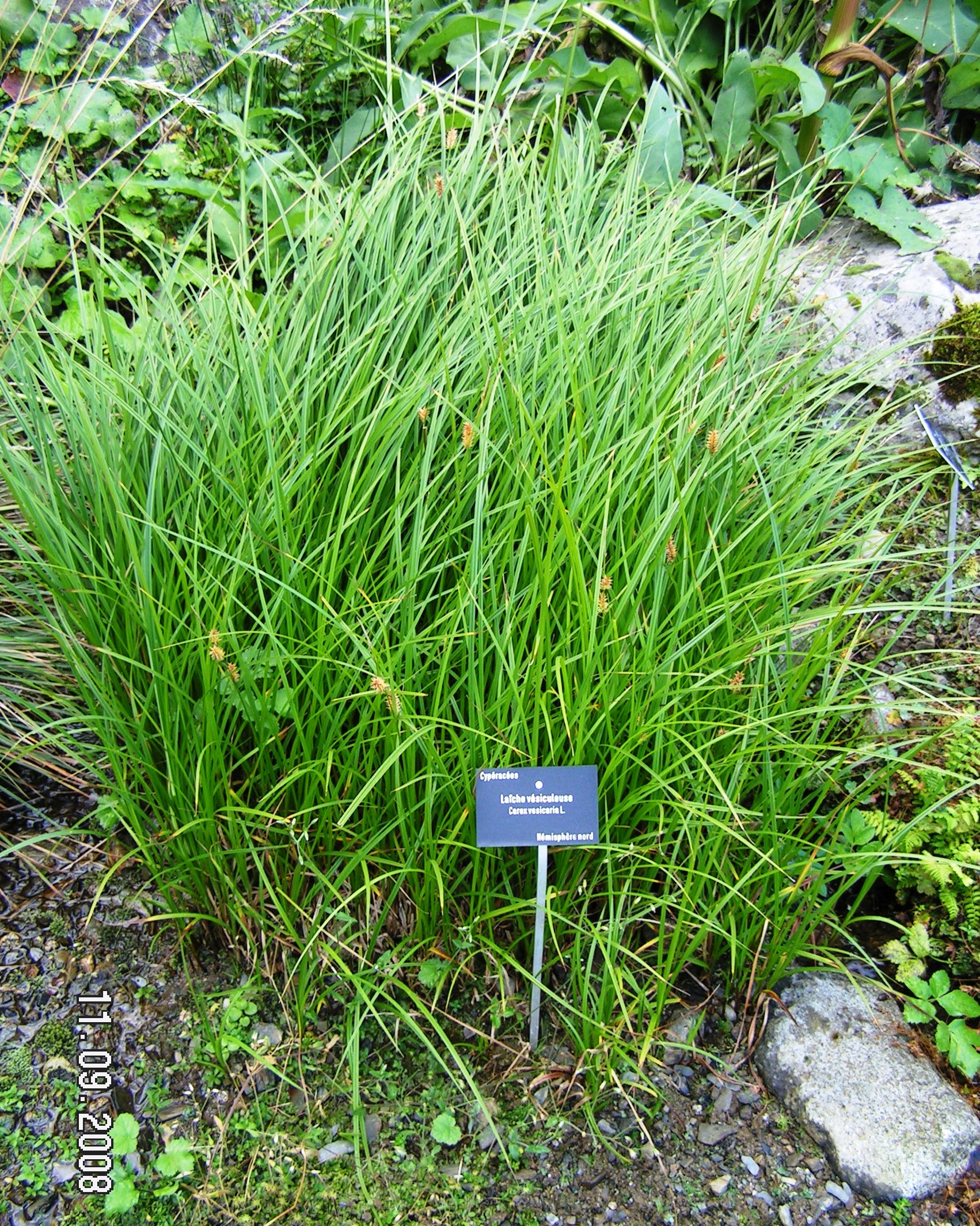
Planten
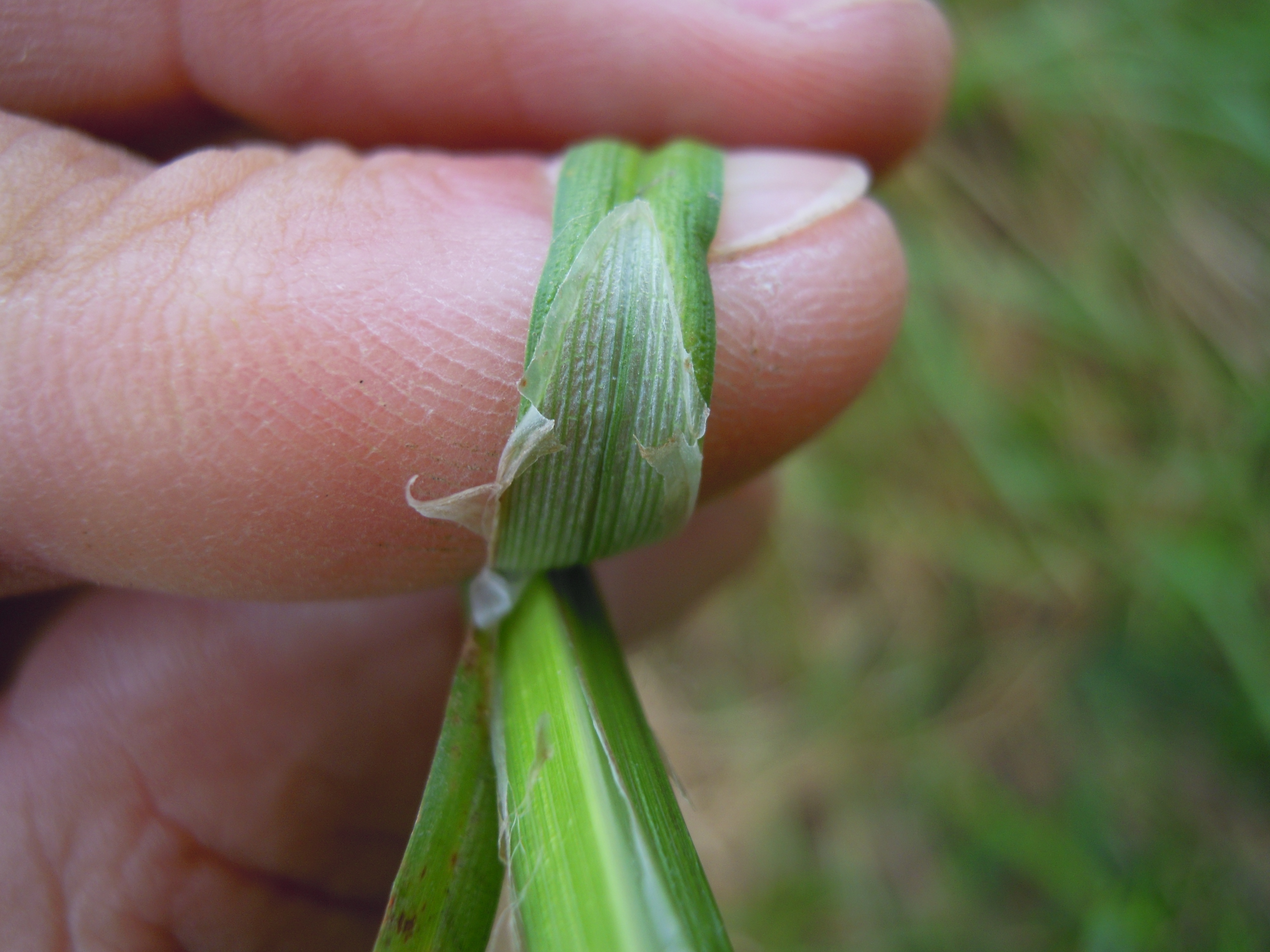
Tongetje of velumentum
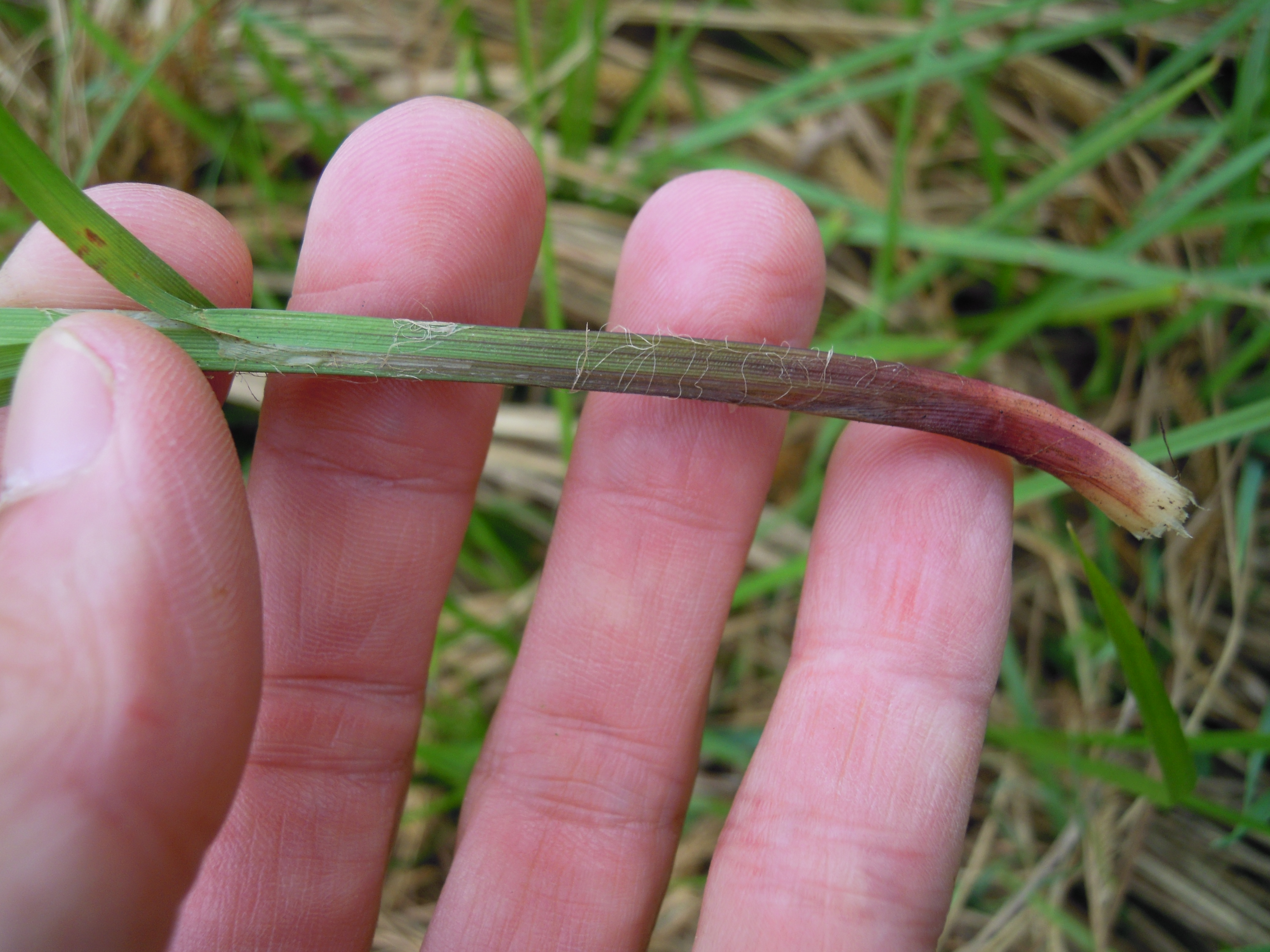
Bladschede
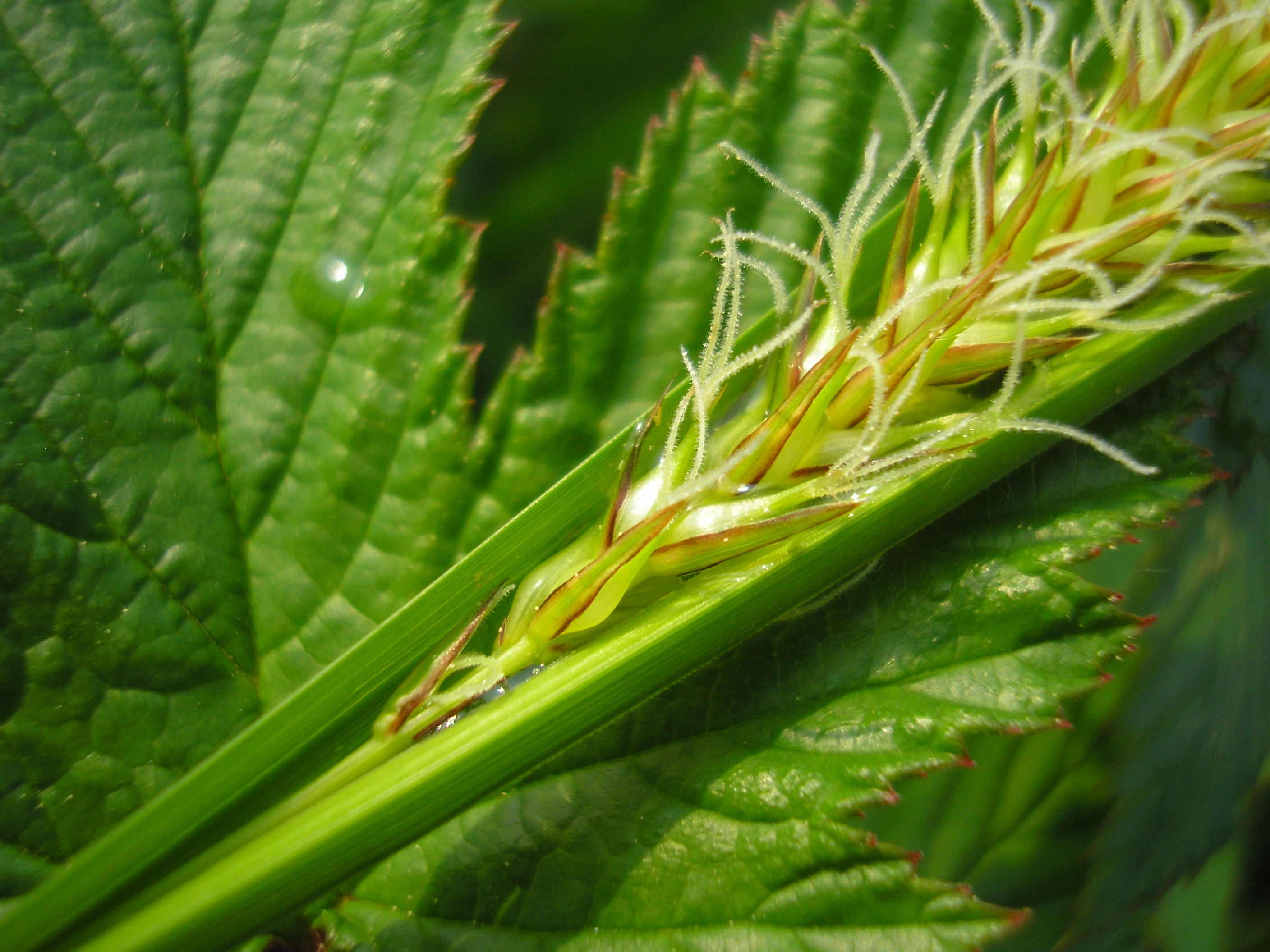
Vrouwelijke aar
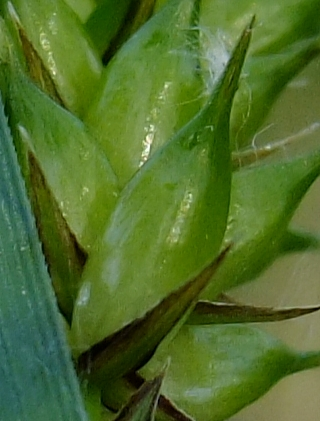
Urntje
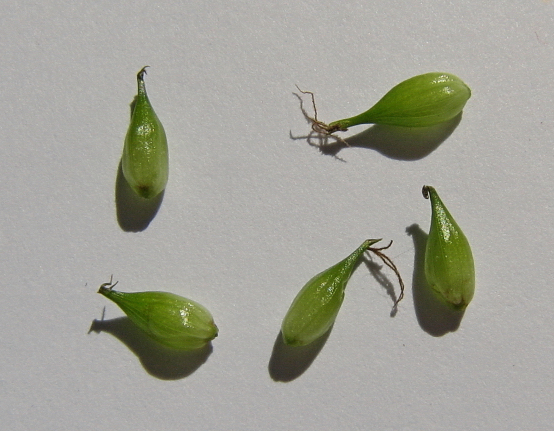
Vruchten